# (5638) Deikoon
(5638) Deikoon (1988 TA3) – planetoida z grupy trojańczyków okrążająca Słońce w ciągu 12,13 lat w średniej odległości 5,28 j.a. Odkryta 10 października 1988 roku.